# Josef Spindelböck
Josef Spindelböck (* 17. September 1964 in Kirchberg in Tirol) ist ein österreichischer römisch-katholischer Priester und Theologe. Er ist Professor für Moraltheologie und Sozialethik.

## Werdegang
Nach der Volksschule und Hauptschule in Kirchberg in Tirol (1971–1979) besuchte Spindelböck das private Oberstufenrealgymnasium der Serviten-Patres in Volders, wo er 1983 die Matura ablegte. Anschließend absolvierte er das Studium der Fachtheologie an der Philosophisch-Theologischen Hochschule Heiligenkreuz. Von 1986 bis 1987 gehörte er als Donate der Regularkanoniker vom Heiligen Kreuz dem Engelwerk an. Nach Unterzeichnung einer Distanzierungserklärung durfte er von einem Haus der Hartmannschwestern in Mayerling aus sein Studium in Heiligenkreuz fortsetzen (Diplomprüfung 1989). Später absolvierte er ein Doktoratsstudium an der Katholisch-Theologischen Fakultät der Universität Wien (Promotion 1993 in Moral- und Fundamentaltheologie).
In den folgenden Jahren erteilte Spindelböck Religionsunterricht an den Hauptschulen Wieselburg und Tulln und wurde am 29. Juni 1996 in Sankt Pölten durch Bischof Kurt Krenn als Mitglied der Gemeinschaft vom heiligen Josef zum Priester geweiht.
Von 1996 bis 1999 war Spindelböck in der Diözese St. Pölten in der Seelsorge als Kaplan in Mank und Ybbs tätig. Seit 1999 ist er für die Diözese St. Pölten als priesterlicher Mitarbeiter in verschiedenen Pfarren tätig.
Von 2003 bis 2020 war Spindelböck Dozent für Ethik an der Philosophisch-Theologischen Hochschule St. Pölten. Im Jahr 2004 erfolgte seine Habilitation an der Katholischen Universität Lublin (KUL) im Fach Moraltheologie. Von 2008 bis 2022 war Spindelböck ordentlicher Professor für Moraltheologie an der Philosophisch-Theologischen Hochschule St. Pölten. Ab dem 22. März 2019 war er dort Prorektor, nach dem mit Ende 2019 wirksam gewordenen Rücktritt von Josef Kreiml als Rektor amtierte er von Januar 2020 bis zur Stilllegung der Hochschule Ende September 2022 als dessen Nachfolger.
Seit 2020 ist er außerordentlicher Professor für Moraltheologie und Sozialethik an der Katholischen Hochschule ITI in Trumau, vormals Gaming, wo er schon seit 2001 als Gastprofessor unterrichtete.
Die Forschungsschwerpunkte Josef Spindelböcks sind Fundamentale Ethik, Sozialethik, Medizinische Ethik, Fundamentale Moraltheologie, Ehe und Familie in ethischer, theologischer und pastoraler Hinsicht, sowie  „Theologie des Leibes“. Spindelböck gehört seit 1996 der niederösterreichischen Ethikkommission als Vertreter der Diözese St. Pölten an und war Mitglied im Vorstand des Forums der österreichischen Ethikkommissionen. Außerdem ist er als Bandverteidiger am Bischöflichen Diözesangericht St. Pölten tätig. Sein Engagement für Wikipedia wurde in Christ in der Gegenwart profiliert.
Seit dem 17. Oktober 2016 ist er Moderator der Gemeinschaft vom heiligen Josef.

## Veröffentlichungen
- Aktives Widerstandsrecht. Die Problematik der sittlichen Legitimität von Gewalt in der Auseinandersetzung mit ungerechter staatlicher Macht. Eine problemgeschichtlich-prinzipielle Darstellung, St. Ottilien 1994, ISBN 3-88096-470-X (= Dissertation).
- Grundentscheidung und konkrete sittliche Verhaltensweisen. Einheit und Dissoziierung von fundamentaler Option und konkreten sittlichen Entscheidungen in der moraltheologischen Diskussion, St. Ottilien 2003, EOS, ISBN 3-8306-7163-6.
- Verantwortete Freiheit. Beiträge zur theologischen Ethik, Verlag St. Josef, Kleinhain 2004, ISBN 978-3-901853-09-8.
- Josef Kreiml,  Michael Stickelbroeck,  Ildefons Manfred Fux, Josef Spindelböck (Hrsg.): Der Wahrheit verpflichtet. Festschrift für em. Diözesanbischof Prof. Dr. Kurt Krenn zum 70. Geburtstag. Ares-Verlag, Graz 2006, ISBN 3-902475-24-2.
- als Herausgeber und Übersetzer: Karol Wojtyła (Johannes Paul II.), Liebe und Verantwortung. Eine ethische Studie, 2. Aufl. Kleinhain 2010 (Verlag St. Josef), ISBN 978-3-901853-14-2
- Christlich glauben und leben. Ein Leitfaden der katholischen Moral, Verlag St. Josef, Kleinhain 2010/2014, ISBN 978-3-901853-19-7.
- Theologie des Leibes kurzgefasst. Eine Lesehilfe zu „Liebe und Verantwortung“ von Karol Wojtyła sowie zu den Katechesen Johannes Pauls II. über die menschliche Liebe. 1. Auflage. Verlag St. Josef, Kleinhain 2015, ISBN 978-3-901853-31-9, S. 160.